# Pussy
Pussy är en singel av bandet Rammstein från albumet Liebe ist für alle da. Låten handlar om sexturism. Den 1 september 2009 bekräftades albumets namn, i en promovideo innehållande klipp från musikvideon till denna låt. Musikvideon till låten hade premiär den 16 september 2009 på en webbplats som tillhandahåller pornografi. Musikvideon innehåller flera grova sexscener, med bland annat BDSM, närbilder på könsorgan och ejakulation, och visas därför inte på de etablerade musikkanalerna såsom MTV. När musikvideon till deras nya singel, "Ich tu dir weh", hade premiär på samma hemsida så togs musikvideon till "Pussy" tillfälligt bort. Någon månad senare gick det att se båda musikvideorna på hemsidan igen, men de har sedan inte tagits bort igen.

## Låtlista

### CD-singel
1. "Pussy" – 3:48
2. "Rammlied" – 5:19

### Vinyl-singel
1. "Pussy" – 4:02
2. "Rammlied" – 5:19

### 7" Vinyl-singel
1. "Pussy"

### Limited Edition Digipak Single (CD)
1. "Pussy"
2. "Rammlied"

- Med tillhörande affisch

### Limited Edition Hand Numbered Single (12" Vinyl)
1. "Pussy"
2. "Rammlied"

### Limited Edition Etch Numbered Single (7" Vinyl)
1. "Pussy"

- Speciellt färgad i blå Viagra-färg